# 淺原直人
淺原直人（日语：／ Asahara Naoto，1985年—2023年7月16日），日本小說家。2016年開始在網路小說平台「KAKUYOMU」撰寫以「男同志與腐女交往」為主題的連載小說，日後成為其代表作《她喜歡的是BL，不是同志的我》，曾改編為漫畫，2019年由NHK翻拍為電視劇《腐女無意間跟Gay告白》，2021年翻拍為神尾楓珠主演的電影《她喜歡的是》。
2023年7月1日，淺原直人在其官方網誌宣布自己被診斷出淋巴癌，自6月27日起開始住院。同年7月16日，於東京墨田區的醫院離世。

## 主要作品
- 她喜歡的是BL，不是同志的我（2018年2月21日，KADOKAWA；2019年1月21日，台灣角川）
- 御徒町輝夜姬騎士團（2019年5月22日，KADOKAWA；2020年10月8日，台灣角川）
- #塚森裕太登出之後（「#塚森裕太がログアウトしたら」，2020年10月22日，幻冬社）
- 今晚，如果我沒死的話（「今夜、もし僕が死ななければ」，2021年1月28日，新潮社）
- 餘命半年的小笠原前輩總是笑著（「余命半年の小笠原先輩は、いつも笑ってる」，2023年2月28日，スターツ出版）
- 100天後分手的我和他（「100日後に別れる僕と彼」，2023年5月19日，KADOKAWA）